# Deuillet
Deuillet ist eine französische Gemeinde mit 202 Einwohnern (Stand: 1. Januar 2022) im Département Aisne in der Region Hauts-de-France (vor 2016 Picardie). Sie gehört zum Arrondissement Laon, zum Kanton Tergnier und zum Gemeindeverband Chauny-Tergnier-La Fère.

## Geografie
Die Gemeinde Deuillet liegt im Oisetal, neun Kilometer östlich von Chauny und 22 Kilometer nordwestlich von Laon. Nachbargemeinden von Deuiile sind Andelain im Nordosten, Bertaucourt-Epourdon im Osten, Saint-Gobain im Südosten, Servais im Südwesten sowie Beautor im Nordwesten.

## Bevölkerungsentwicklung
| Jahr                       | 1962 | 1968 | 1975 | 1982 | 1990 | 1999 | 2006 | 2014 | 2021 |
| Einwohner                  | 105  | 100  | 108  | 149  | 159  | 165  | 196  | 223  | 207  |
| Quellen: Cassini und INSEE |      |      |      |      |      |      |      |      |      |

## Sehenswürdigkeiten
- Denkmal für zwei am 29. August 1944 erschossene Einwohner von Deuillet

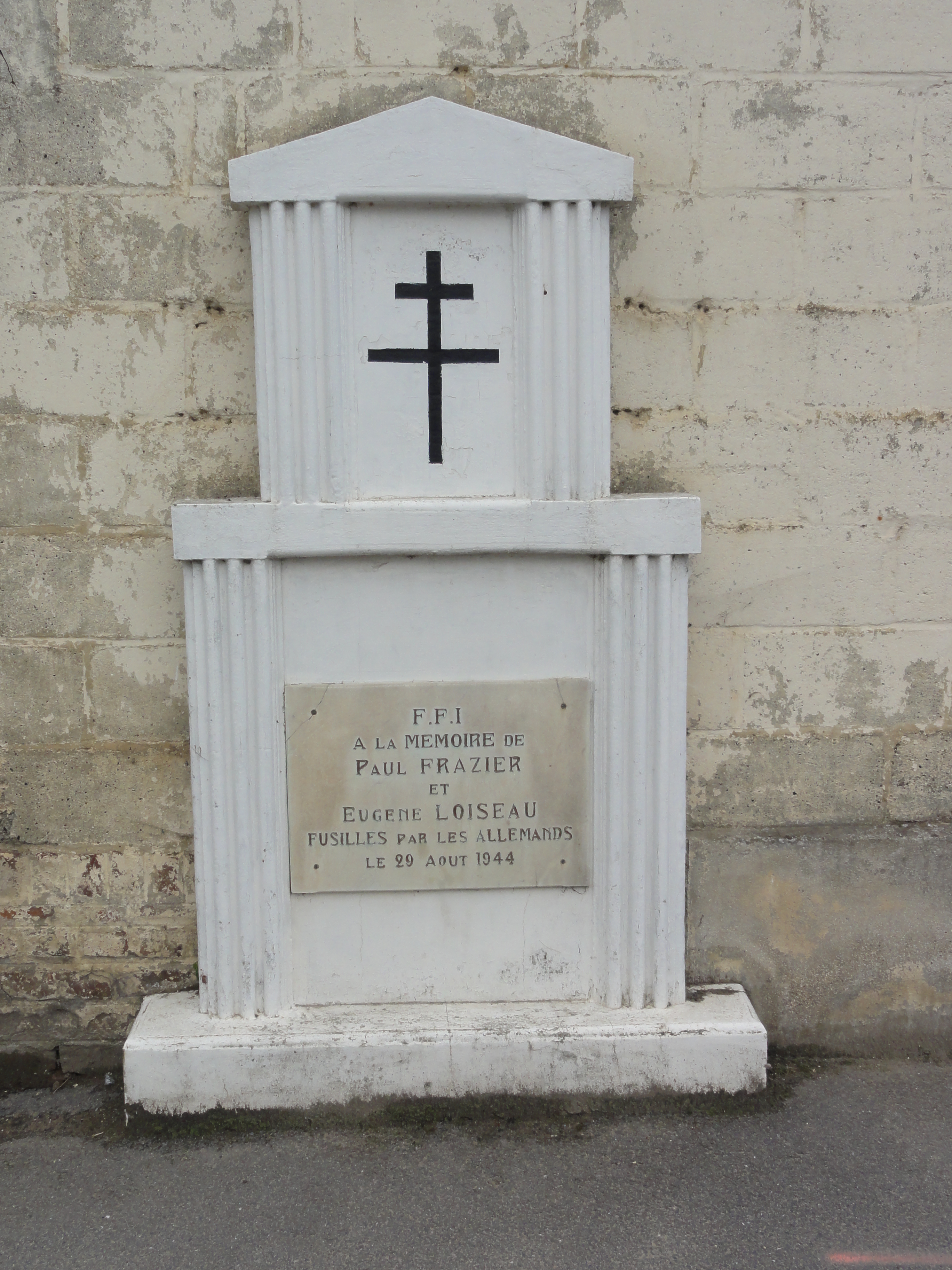
Gefallenendenkmal